# الإقطاعية الحديثة
الإقطاعية الحديثة كل السياسات الحكم والاقتصاد والحياة العامة الحالية التي تشبه ما كان في العديد من المجتمعات الإقطاعية في بعض بلاد العالم مثل تفاوت الحقوق والحماية القانونية بين عامة الناس وأصحاب الإقطاع.